# 肖家遗址
肖家遗址，位于中国青海省民和县转导乡肖家村，为第四批青海省文物保护单位，公布日期为1986年5月27日，类型为古遗址。
肖家遗址的历史年代为马家窑类型、齐家文化。